# Goaltending
Goaltending (deutsch in etwa „Torhüten“) ist ein Regelverstoß im Basketball und American Football.

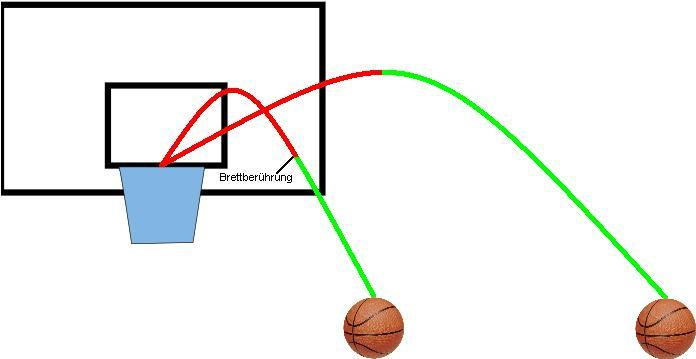
Nur in der grünen Flugphase ist es erlaubt den Ball zu blocken, danach wäre es Goaltending.

Im Basketball bezeichnet es das Beeinflussen der Flugbahn eines Korbwurfes durch einen Verteidiger, nachdem der Ball den höchsten Punkt seiner Wurfparabel erreicht hat. Sollte der Ball dadurch den Korb verfehlen, werden der angreifenden Mannschaft trotzdem die Punkte, die ein erfolgreicher Wurf gebracht hätte, zuerkannt. Berührt ein Ball das Brett, so gilt es auch dann als Goaltending, wenn ein Verteidiger den Ball noch während des Aufsteigens berührt. Die Goaltending-Regel wurde 1945 eingeführt. Die Regeländerung war eine Reaktion darauf, dass insbesondere die beiden 2,08 Meter großen Center George Mikan und Bob Kurland aufgrund ihrer Körpergröße in der Lage waren, Würfe von außen erst kurz vor dem Korb zu blocken. Diese Regel gilt so lange, bis der Ball den Ring berührt hat. Dies bedeutet, dass ein vom Ring hochspringender Ball anschließend auch im Fallen abgewehrt werden kann. Eine Ausnahme gilt, wenn die Spielzeit abgelaufen ist.
Im American Football wird damit das Verhindern eines Field Goals durch das Abwehren des Balles kurz vor den Goalpost bezeichnet. Es wird mit der Gabe von drei Punkten für das kickende Team oder mit einer Raumstrafe von 15 Yards und einem automatischen First Down bestraft. Diese Strafe ist auch als Stroud Rule bekannt, benannt nach Morris Stroud. Stroud spielte von 1969 bis 1974 in der National Football League (NFL). Er war mit 2,08 m einer der größten NFL-Spieler aller Zeiten. Bekannt wurde er vor allem als Field-Goal-Blocker, der, anstatt den Kick beim Tritt zu blocken, versuchte, ihn vor der Crossbar herunterzuschlagen.